# Río Savuto
El Savuto es un río italiano de Calabria, que nace en La Sila y desemboca en el Mar Tirreno, en el golfo de Santa Eufemia después de un recorrido de 48 km. Se encuentra en la intersección de las provincias de Cosenza y Catanzaro. También es el nombre de un vino con denominación de origen (DOC), que se produce en la comarca.
El nombre proviene del latín Sabatus, y puede corresponderse igualmente con el griego Ocinaros ("que fluye rápidamente"), en donde se ubicaba la antigua ciudad de Temesa.
En el valle del Savuto se encuentran varias ciudades: Aprigliano, Parenti, Rogliano, Santo Stefano di Rogliano, Marzi, Carpanzano, Malito, Scigliano, Pedivigliano, Altilia, Grimaldi, Aiello Calabro, Martirano, San Mango d'Aquino, Cleto y Nocera Terinese conocidos colectivamente como las "ciudades del Savuto" (it., Paesi del Savuto). 